# 5044 Shestaka
5044 Shestaka este un asteroid din centura principală de asteroizi.

## Descriere
5044 Shestaka este un asteroid din centura principală de asteroizi. A fost descoperit pe 18 august 1977 la Observatorul de Astrofizică din Crimeea de Nikolai Cernîh. El prezintă o orbită caracterizată de o semiaxă mare de 2,24 ua, o excentricitate de 0,11 și o înclinație de 5,8° în raport cu ecliptica.